# خوان بونو
خوان بونو (بالإسبانية: Juan Bono)‏ هو ممثل أرجنتيني، ولد في 1893 في الأرجنتين، وتوفي في 1 مارس 1979 في نيوكوين في الأرجنتين.

## وصلات خارجية
- خوان بونو على موقع IMDb (الإنجليزية)